# Дженкінсбург (Джорджія)
Дженкінсбург (англ. Jenkinsburg) — місто (англ. city) в США, в окрузі Баттс штату Джорджія. Населення — 391 особа (2020).

## Географія
Дженкінсбург розташований за координатами 33°19′22″ пн. ш. 84°2′18″ зх. д. / 33.32278° пн. ш. 84.03833° зх. д. (33.322807, -84.038407).  За даними Бюро перепису населення США в 2010 році місто мало площу 3,22 км², уся площа — суходіл.

## Демографія
Згідно з переписом 2010 року, у місті мешкало 370 осіб у 124 домогосподарствах у складі 94 родин. Густота населення становила 115 осіб/км².  Було 141 помешкання (44/км²).
Расовий склад населення:
| - 63,0 % — білих - 35,4 % — чорних або афроамериканців - 0,3 % — азіатів |

До двох чи більше рас належало 1,4 %. Частка іспаномовних становила 1,9 % від усіх жителів.
За віковим діапазоном населення розподілялося таким чином: 29,5 % — особи молодші 18 років, 62,4 % — особи у віці 18—64 років, 8,1 % — особи у віці 65 років та старші. Медіана віку мешканця становила 33,2 року. На 100 осіб жіночої статі у місті припадало 88,8 чоловіків;  на 100 жінок у віці від 18 років та старших — 90,5 чоловіків також старших 18 років.
Середній дохід на одне домашнє господарство  становив 63 164 долари США (медіана — 44 250), а середній дохід на одну сім'ю — 58 168 доларів (медіана — 45 313). Медіана доходів становила 38 750 доларів для чоловіків та 34 107 доларів для жінок. За межею бідності перебувало 25,1 % осіб, у тому числі 45,3 % дітей у віці до 18 років та 12,5 % осіб у віці 65 років та старших.
Цивільне працевлаштоване населення становило 159 осіб. Основні галузі зайнятості: будівництво — 17,6 %, виробництво — 13,8 %, освіта, охорона здоров'я та соціальна допомога — 11,9 %, роздрібна торгівля — 10,1 %.